# オランガタン
オランガタンは、日本の歌。作詞：伊藤アキラ、作曲：惣領泰則。
1980年2月に、NHKの歌番組『みんなのうた』で放送された。
元々は、惣領泰則とジムロックスのアルバム『ジャングル・シティ』収録曲。『みんなのうた』では2番が省略されている。
タイトルの意味は「オランウータン」と「俺（オラ）が町（タウン）」を掛けたもの。
初回放送時は編曲者のテロップが無く、再放送から編曲者のテロップが入ったが、1987年12月の放送では編曲者のテロップなしで放送された。

## 曲の内容
河を挟んだ二つの島、青色の幸せがある島と赤色の幸せがある島が舞台で、それぞれの島に住む2匹のオランウータンは互いに張り合っていたが、やがて洪水が起こって赤と青が混ざり合う様子を描いている。『みんなのうた』では青と赤が混じり紫になって仲良くなるところで終わっているが、省略されている2番では、結局元に戻るといった内容となっている。

## 補足
東南アジアに住むと言われる、イエティ（雪男）を小型にしたような獣人の名称に「オランガダン」がある。